# 张邦昌
张邦昌（1081年—1127年11月1日），字子能，一字彦能，河北东路永静军东光县大龙湾村人，北宋大臣。“靖康之变”期间由金朝扶持为大楚皇帝，建都金陵。歸宋后，被封为同安郡王。后在丞相李纲坚持下，被貶往潭州，最终被宋高宗赐死。

## 生平
进士出身，元符三年以甲科累迁工部尚书，出使高丽。正好高丽国王去世，高丽人看重宋朝使者，权且立张邦昌为国王，一个多月后张邦昌奉诏回国（被史家質疑此事真偽）。
徽宗、钦宗朝时，历任尚书右丞、左丞、中书侍郎、少宰、太宰兼门下侍郎等职务。
金兵围汴梁时，他力主议和，参与罢黜主战派李纲、种师道，被陈东指为“社稷之贼”；与康王赵构作为人质前往金，请求割地赔款以议和。归宋后，任河北路割地使。
靖康二年（1127年），金兵掳走徽欽二帝及皇族470多人、文武百官等15000多人北归，史称“靖康之变”。金兵立邦昌为大楚皇帝，二月向邦昌宣讀册文：“太宰張邦昌，天毓疏通，神姿睿哲，处位着忠良之誉，居家闻孝友之名，实天命之有归，乃人情之所傒，择其贤者，非子而誰？是用册命尔为皇帝，國號大楚，都于金陵（今南京市）。自黄河以外，除西夏封圻，疆场仍旧。世辅王室，永作藩臣。”三月初一，邦昌拒絕，金人給他五日時間考慮，到了三月初七，威脅他再不登基就「杀大臣，血洗大梁城」。於是，张邦昌在三月初七日丁酉（1127年4月20日）即位为大楚皇帝。
他登基前一天，閤门宣赞舍人吴革图谋袭击金营救出宋徽宗、宋钦宗等，却被京城四壁都巡检使范琼镇压，杀数百人。张邦昌以范琼有“京城围闭弹压之功”，加军职。金人随即抓捕宋朝宗室，开封府尹徐秉哲令坊巷五家为保，开封少尹夏承力争不果，少尹余大均主其事，前后抓得三千余人，徐秉哲都派使者押赴金人军前。张邦昌登基时，称自己“嗣位”，大赦天下，给官员进爵，赏赐军民。
但张邦昌也深知当时金人对汴梁的控制有限，也不会全力扶助自己。金退兵之後，张邦昌脫下帝袍，去除帝號，他不在正殿办公，自称「臣邦昌」，行規步矩，小心謹慎之至。金兵离开汴京之后，张邦昌于四月十一日庚午（1127年5月23日）主动退位，以太宰自居，尊元祐皇后孟氏为太后，由其垂帘听政。至此，张邦昌当了三十三天皇帝。後來南下应天府（今河南商丘）見康王，“伏地恸哭请死”，谓“所以勉循金人推戴者，欲权宜一时以紓國難也，敢有他乎？”
五月初一（1127年6月12日），趙構在应天府（今河南商丘）即位，是为宋高宗，改年號建炎，封张邦昌為太保、奉国军节度使、同安郡王，又擢為太傅。有人告發张邦昌在皇宫玷污宫人，宰相李纲力主严惩。建炎元年六月（1127年7月），被貶至潭州“安置”，“令監司守臣常切覺察”，飲食起居都要向尚书省报告。不久金兵又以张邦昌被废来犯。同年九月下詔将张邦昌赐死，并誅王时雍，殿中侍御史马伸前來長沙执行。
據稱张邦昌讀罷詔書，“徘徊退避，不忍自盡”，执行官逼他就死，最后登上潭州城内天宁寺的平楚楼，自縊身亡。不久，曾為金人傳達屬意擁立張邦昌的宋齐愈被腰斬，王时雍被斬首。
建炎二年（1128年）二月，下诏礼尊张邦昌，子张元亨、兄张邦荣悉令录用，女婿廉布、张邦荣女婿吴若乘驿赴行在。

## 文化
- 《说岳全传》中张邦昌曾要求李纲“滾釘床”。

## 延伸阅读
[在维基数据编辑]
 《宋史·卷475》，出自脱脱《宋史》
 《金史·卷77》，出自脱脱《遼史》
 在维基共享资源阅览影像